# Karol Dzieduszycki
Karol Dzieduszycki (7. září 1847 Lvov – 14. září 1902 Stryj) byl rakouský šlechtic a politik polské národnosti z Haliče, na počátku 20. století poslanec Říšské rady.

## Biografie
Byl šlechtického původu. Byl synem Maurycyho a Karoliny. Narodil se ve Lvově. Školu vychodil v Tarnopolu u jezuitů, pak absolvoval Theresianum ve Vídni. Po jistou dobu také studoval na rolnické akademii v Dubljanech. V roce 1864 se jako mladík účastnil rakouského tažení v Mexiku na podporu tamního habsburského císaře Maxmiliána. Byl svědkem násilné smrti císaře. Pak se vrátil do vlasti a věnoval se správě svého statku v haličském Siechówě (Sychiv). Roku 1870 se jeho manželkou stala Anna Eleuteria Dzieduszycka.
Od roku 1895 do roku 1901 (podle jiného zdroje od roku 1885) zasedal jako poslanec Haličského zemského sněmu. Mšl titul hraběte. Na zemském sněmu patřil do Polského klubu. Byl maršálkem (předsedou) okresní rady ve Stryji.
Působil i jako poslanec Říšské rady (celostátního parlamentu Předlitavska), kam usedl ve volbách do Říšské rady roku 1901 za kurii venkovských obcí v Haliči, obvod Stryj, Žydačiv, Drohobyč atd. Poslancem byl do své smrti roku 1902. Pak místo něj do parlamentu usedl Henryk Starzeński.
V roce 1901 se uvádí jako oficiální polský kandidát, tedy kandidát Polského klubu. Ve volbách roku 1901 porazil rusínského kandidáta. Jeho zvolení vyvolalo kontroverzní reakce, protože se objevilo podezření, že volební komise chybně sečetla odevzdané hlasy.
Zemřel v září 1902.